# Berthecourt
Berthecourt ist eine französische Gemeinde mit 1.574 Einwohnern (Stand 1. Januar 2022) im Département Oise in der Region Hauts-de-France. Die Gemeinde liegt im Arrondissement Beauvais und ist Teil der Communauté de communes Thelloise und des Kantons Chaumont-en-Vexin. Die Bewohner werden als Berthecourtois(es)  bezeichnet.

## Geographie
Die Gemeinde am Bach Le Sillet liegt unweit des Thérain an der Bahnstrecke von Beauvais nach Creil. Mit dem unmittelbar benachbarten Hermes teilt sie den Bahnhof. Die Entfernung nach Mouy beträgt rund 8,5 km, die nach Noailles rund fünf Kilometer. Zu Berthecourt gehören die Ortsteile Brethel, Parisis-Fontaines und Longueuil sowie mehrere Mühlen am Sillet.

## Geschichte
Der im Jahr 1080 erstmals genannte Ort gehörte teils zur Grafschaft Beauvais, teils zur Grafschaft Clermont.

## Einwohner
| 1962 | 1968 | 1975 | 1982 | 1990 | 1999 | 2006 | 2011 |
| ---- | ---- | ---- | ---- | ---- | ---- | ---- | ---- |
| 777  | 947  | 986  | 981  | 1153 | 1355 | 1552 | 1633 |

## Verwaltung

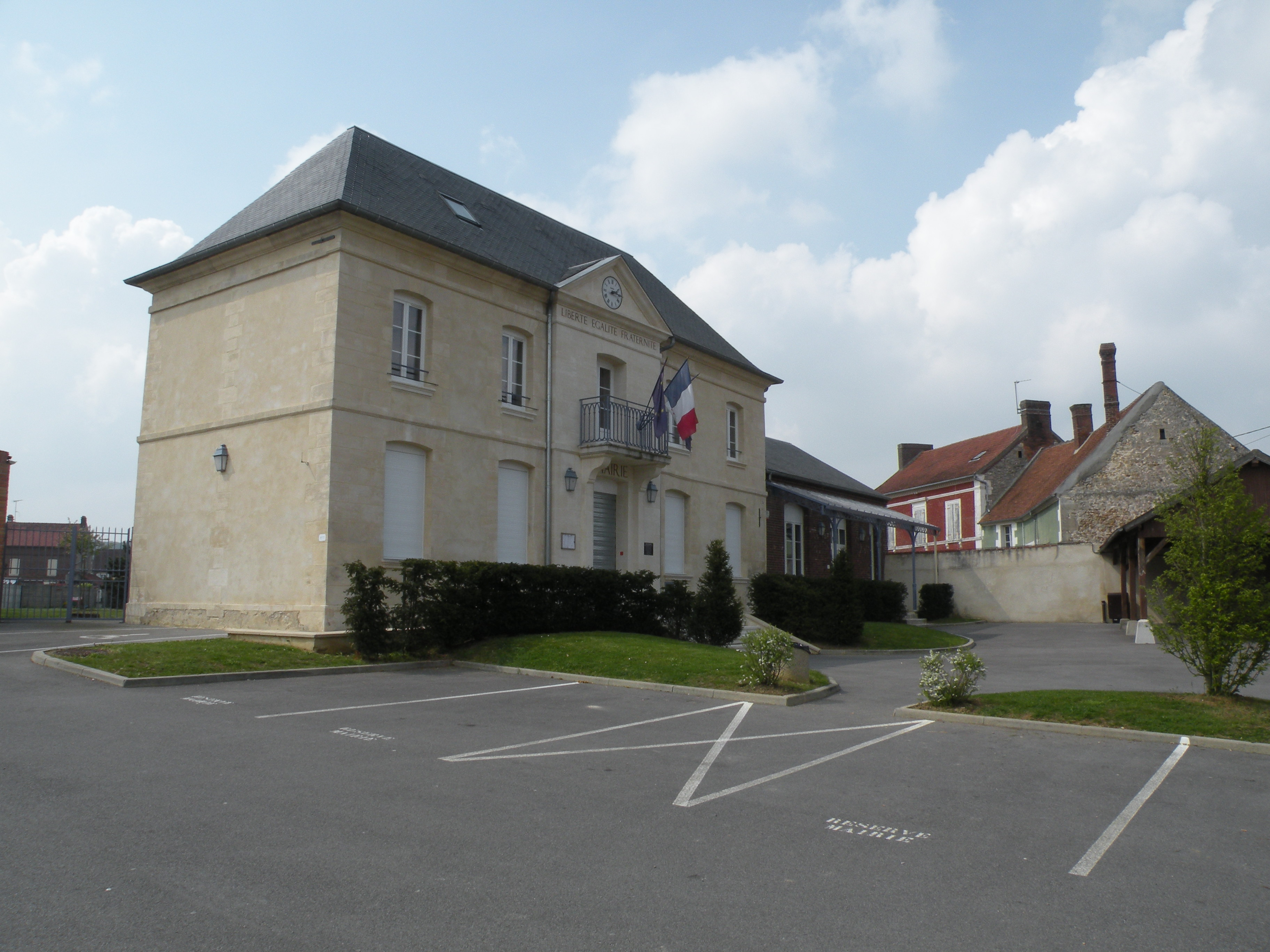
Rathaus (Mairie)

Bürgermeister (maire) ist seit 2008 Laurent Serruys.

## Sehenswürdigkeiten
- Kirche Saint-Martin mit einem Glockenturm links von der Fassade[1] (siehe auch: Liste der Monuments historiques in Berthecourt)
- im 20. Jahrhundert restauriertes Schloss neben der Kirche
- Schloss Parisis-Fontaine aus dem 18. Jahrhundert
- Kapelle von Parisis-Fontaines
- Denkmal für die am 9. August 1944 erschossenen Widerstandskämpfer